# Johnny à l'Olympia
Albums par Johnny Hallyday
Madison Twist
(1962) L'Idole des jeunes
(1963)
Lives par Johnny Hallyday
Johnny Hallyday et ses fans au festival de rock 'n' roll
(1961) Johnny Hallyday Olympia 64
(1964)
Singles
1. (SP) Elle est terrible - C'est une fille comme toi
Sortie : 10 décembre 1962
2. (EP) La bagarre - Statics - I Got a Woman
Sortie : 16 janvier 1963

Johnny à l’Olympia est le premier enregistrement public de Johnny Hallyday, il sort le 2 novembre 1962.

## Histoire
Johnny à l’Olympia est véritablement la première prestation publique du chanteur à être gravée sur vinyle. Précédemment est sorti chez Vogue, en avril 1961, le 33 tours 25 cm Johnny et ses fans au festival de Rock'n'Roll, premier disque en public de Johnny mais réalisé en faux live.

## Autour de l’album
L'album est réalisé par Lee Hallyday.
- Référence originale : Philips 77397L

L’album dans son édition originale est diffusé sous trois pochettes (légèrement) différentes.
Il a été extrait du 33 tours les singles suivants :
- 10 décembre 1962 : 45 tours Elle est terrible - C'est une fille comme toi
  - Référence originale : Philips 373080
- 146 janvier 1963 : Super 45 tours La bagarre - Statics - I Got a Woman
  - Référence originale : Philips 432852
- L'édition en double CD en 2003, propose la version identique à l'album original (CD1) et aussi pour la première fois, le récital dans son intégralité (CD 2).
  - Référence originale : Mercury Universal 077 174-2

## Titres
- Les titres en gras ne sont pas au programme du 33 tours original.
- L’ordre des titres est celui de l’édition CD 2003, qui restitue fidèlement la chronologie et l’intégralité du tour de chant.

| 1.  | Introduction Medley instrumental                                           |                                                  |                                | 1:45 |
| 2.  | Laissez-nous twister (Twistin' the Night Away)                             | André Pascal (adaptation)                        | Sam Cooke                      | 2:44 |
| 3.  | Elle est terrible (Somethin' Else)                                         | Jil et Jan (adaptation)                          | Sharon Sheeley - Bob Cochran   | 1:56 |
| 4.  | L'Idole des jeunes (Teenage Idol)                                          | Ralph Bernet (adaptation)                        | Jack Lewis                     | 2:44 |
| 5.  | C’est une fille comme toi                                                  | Clément Nicolas, Noël Roux                       | Georges Garvarentz             | 1:42 |
| 6.  | Dans un jardin d’amour (Garden of Love)                                    | Jil et Jan (adaptation)                          | Gene Pitney                    | 2:11 |
| 7.  | Serre la main d'un fou (Shake the Hand of a Fool)                          | Jil et Jan (adaptation)                          | Margie Singleton (en)          | 3:21 |
| 8.  | Pas cette chanson (Don't Play That Song (You Lied))                        | Ralph Bernet (adaptation)                        | Ahmet Ertegün, Betty Nelson    | 2:33 |
| 9.  | Sam'di soir                                                                | Charles Aznavour                                 | Georges Garvarentz             | 3:08 |
| 10. | Retiens la nuit                                                            | Charles Aznavour                                 | Georges Garvarentz             | 3:12 |
| 11. | La Bagarre - Statics (instrumental) (Trouble)                              | Vline Buggy (adaptation)                         | Jerry Leiber et Mike Stoller   | 3:51 |
| 12. | Rebel Rouser (instrumental)                                                |                                                  | Lee Hazlewood, Duane Eddy      | 4:36 |
| 13. | (présentation des musiciens)                                               |                                                  |                                | 1:06 |
| 14. | Hey ! Baby (Hey Baby)                                                      | Maurice Teze (adaptation)                        | Cobb - Bruce Channel           | 2:06 |
| 15. | C’est le mashed potatoes (Little Bitty Pretty One)                         | Jil et Jan (adaptation)                          | R. Byrd                        | 3:07 |
| 16. | Comme l’été dernier (Dancin' Party)                                        | Gisèle Vesta (adaptation)                        | Kal Mann, Dave Appell (en)     | 2:31 |
| 17. | Viens danser le twist - Mashed Patatoes (instrumental) (Let's Twist Again) | Georges Gosset (adaptation)                      | Kal Mann - Dave Appel          | 3:01 |
| 18. | Tout bas, tout bas, tout bas (Apron Strings)                               | Georges Garvarentz, Clément Nicolas (adaptation) | Georges Weiss, Aaron Schroeder | 2:50 |
| 19. | I Got a Woman                                                              | Ray Charles                                      | Ray Charles                    | 6:47 |

## Musiciens
Les Golden Stars (orchestre de Johnny Hallyday) :
- Claude Robbins Djaoui : Guitare
- Antonio Rubio : Basse
- Marc Hemmler : Piano et orgue
- Jean Tosan : Saxophone
- Louis Belloni : Batterie

L'orchestre de l'Olympia dirigé par Daniel Janin

## Classements hebdomadaires
| Classement (2003) | Meilleure position |
| ----------------- | ------------------ |
| France (SNEP)     | 117                |